# (3012) Minsk
(3012) Minsk (1979 QU9) – planetoida z pasa głównego asteroid okrążająca Słońce w ciągu 5,81 lat w średniej odległości 3,23 j.a. Odkryta 27 sierpnia 1979 roku.